# Kasabian (Album)
Kasabian ist das Debütalbum der gleichnamigen britischen Band Kasabian.
Nach der Veröffentlichung im September 2004 kletterte es bis zum 4. Platz der britischen Albumcharts. Nach den Aufnahmen auf einem Bauernhof in der Nähe von Leicester wurde es am 13. September 2004 veröffentlicht, in Amerika aber kam es erst im März des folgenden Jahres in die Läden. Es wurde von der Band schon im Vorfeld groß angekündigt, die Erwartungen der Kritiker allerdings wurden nicht vollständig erfüllt. Doch es gab nicht nur negative Resonanz; das Album wurde besonders für die Vermischung vieler Musikstile gelobt.

## Cover
Das Cover des Albums hat je nach Ort der Veröffentlichung andere Farben. Die britische Version ist schwarzweiß, die europäische Version ist rot-schwarz und die US-amerikanischen Alben haben eine blau-schwarze Farbe.

## Stil
Der Musikstil von Kasabian ist sehr weitreichend. Obwohl es eigentlich ein Rock-Album ist, sind deutlich Elektronik- und Rave-Einflüsse auf dem Album zu hören. Außerdem werden in einigen Songs des Albums Elemente aus dem Rap, Britpop und Synthie-Pop aufgegriffen.

## Trackliste
- Alle Songs geschrieben von: Christopher Karloff und Sergio Pizzorno
- Gemixt von: Jim Abiss

1. Club Foot – 3:34
2. Processed Beats – 3:08
3. Reason Is Treason – 4:35
4. I.D. – 4:47
5. Orange – 0:46
6. L.S.F. (Lost Souls Forever) – 3:17
7. Running Battle – 4:15
8. Test Transmission – 3:55
9. Pinch Roller – 1:13
10. Cutt Off – 4:38
11. Butcher Blues – 4:28
12. Ovary Stripe – 3:50
13. U Boat – 4:08

Anmerkung: Nach U Boat folgt noch ein Hidden Track:
- Reason Is Treason (Jacknife Lee Mix) – 3:46

Bei der ersten Amerikanischen Veröffentlichung fehlten die Tracks Orange, Pinch Roller und Ovary Stripe.

## Club Foot

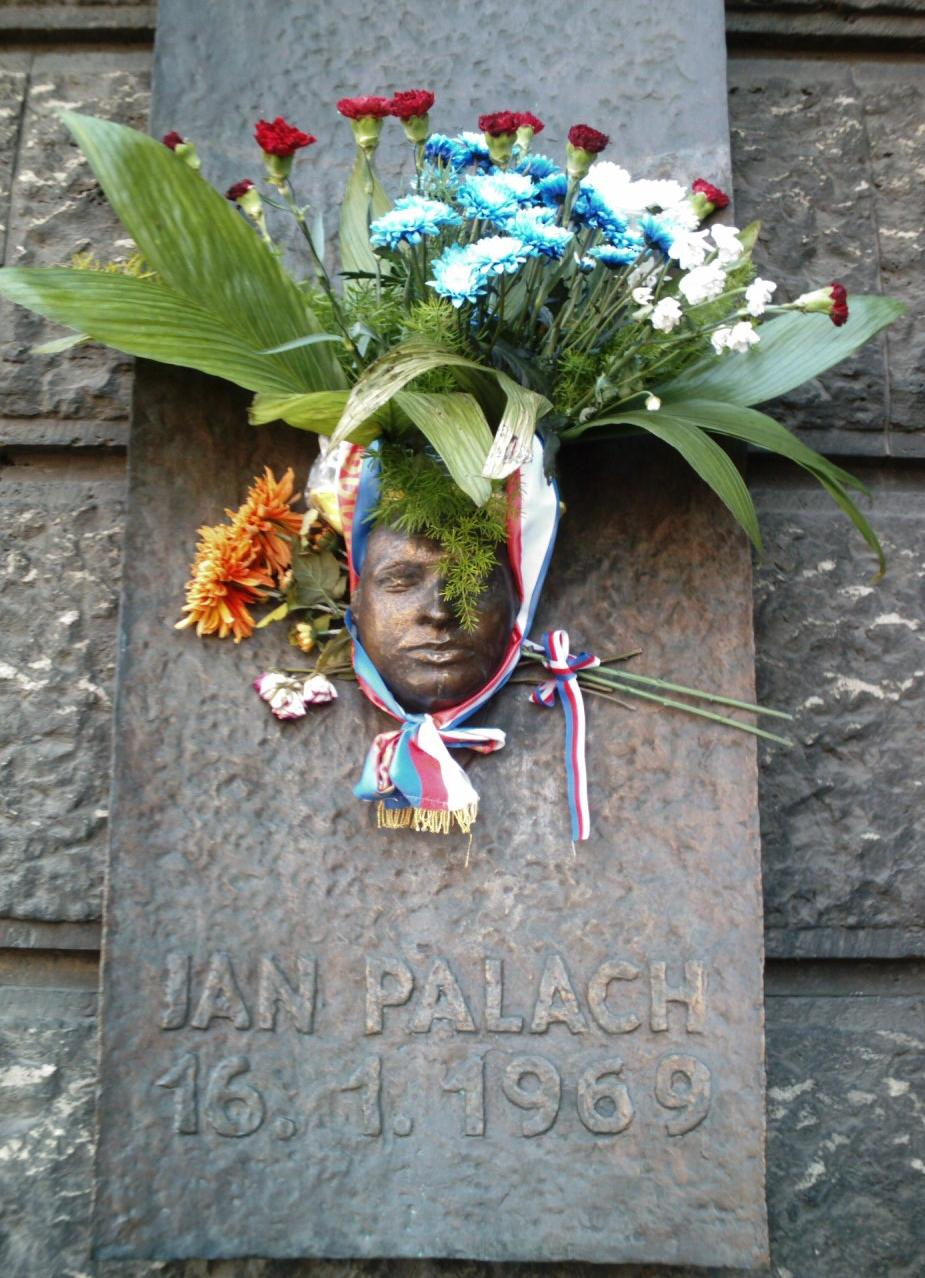
Jan-Palach-Denkmal am Prager Jan-Palach-Platz

Besondere Berühmtheit erlangte die Single Club Foot. Es wurde in vielen TV-Produktionen, Trailern und Kinofilmen verwendet, unter anderem in Goal – Lebe deinen Traum, in den Trailern von Hooligans (Film) und Serenity – Flucht in neue Welten, sowie in der finalen Folge der US-amerikanischen Serie Numbers – Die Logik des Verbrechens. Auch ist es in den Videospielen Tony Hawk’s Project 8, Pro Evolution Soccer 5, Midnight Club 3: DUB Edition, Marc Eckō’s Getting Up: Contents Under Pressure, SingStar Rocks!, Fifa 13 und Alan Wake's American Nightmare zu hören. Darüber hinaus wird es eingespielt, wenn die britischen Fußballmannschaften Arsenal London und Aston Villa bei Ligaspielen einlaufen.
Das offizielle Video des Songs ist dem tschechoslowakischen Studenten und Widerstandskämpfer Jan Palach gewidmet, der aus Protest gegen die Niederschlagung des sogenannten Prager Frühlings sich selbst verbrannte.
Weitere Single-Auskopplungen von Kasabian waren:
- Processed Beats
- Cut Off
- Reason Is Treason
- L.S.F.

## Trivia
- Einige Versionen haben einen Kopierschutz, der nur eine begrenzte Anzahl von Kopien der CD erlaubt und verhindert, dass die Tracks in das MP3-Audioformat konvertiert und als solche wiedergegeben werden.
- Die 10"-Vinyl-Exemplare des Albums leuchten im Dunklen.